# Heinrich IV. von Geroldseck
Heinrich IV. von Geroldseck (* um 1220; † 12. Februar 1273) war von 1263 bis zu seinem Tode Bischof von Straßburg.

## Leben
Heinrich war der Sohn von Burkard II. aus dem elsässischen Geschlecht der Herren von Geroldseck am Wasichen. Er war Kantor des Domkapitels, als er am 10. März 1263 von den Domherren zum Bischof gewählt wurde. Er schloss Frieden mit der freien Reichsstadt Straßburg und verzichtete auf Schadensersatzansprüche für die im Kriege gegen seinen Vorgänger erlittenen Schäden. Er erkannte die Rechte der Stadt auf freie Ratswahl und die Verfügung über die Allmende an. Dem Bischof blieb das Recht auf Einsetzung des Burggrafen, Schultheißen, Zöllners und Münzmeisters. Heinrich vermittelte zwischen Stadt und Papst und erreichte die Aufhebung des Interdikts. Er genoss den Ruf der Mildtätigkeit, erneuerte die Spitäler und vertrieb die im Konkubinat lebenden Priester.